# Jądro podjęzykowe
Jądro podjęzykowe (jądro Rollera, łac. nucleus sublingualis, ang. sublingual nucleus) – niewielkie jądro znajdujące się w obrębie tworu siatkowatego rdzenia przedłużonego, w sąsiedztwie jądra nerwu podjęzykowego i kilku drobniejszych jąder (okołopodjęzykowych). 